# Reflections (Miriam Makeba)
Pour les articles homonymes, voir Reflections.
Albums de Miriam Makeba
Homeland
(2000)
Reflections est un album de Miriam Makeba sorti en 2003.

## L'album
Reflections sort en 2003, alors que Miriam Makeba a soixante et onze ans. Dans cet album elle revient sur certains de ses succès, et reprend des chansons de Jorge Ben Jor, dont Xica da Silva, sur une esclave brésilienne. Elle réinterprète ses chansons les plus célèbres, Click Song et Pata Pata, mais aussi trois titres de l'album Comme une Symphonie d'amour de 1979.

### Titres
1. "Where Are You Going?"	(Hugh Masekela) - 4:00
2. "I'm In Love With Spring" (George Patterson, William Salter) -	3:27
3. "Mas que nada"	Jorge Ben Jor 3:15
4. "Xica Da Silva"	Jorge Ben 6:10
5. "Click Song"	4:53
6. "Pata Pata"	3:23
7. "Quit It" (Bongi Makeba, Caiphus Semenya) -	5:30
8. "Comme Une Symphonie D'Amour"	3:16
9. "Iyaguduza"	6:22
10. "African Convention" (Hugh Masekela) -	4:59
11. "Ring Bell" (Jerry Ragovoy) -	3:15
12. "I Shall Sing"	(Van Morrison) - 7:10
13. "Love Tastes Like Strawberries"	5:05

## Distinctions
En 2004, l'album est présenté aux South African Music Awards. Il gagne les récompenses dans trois catégories : meilleur jazz vocal, meilleur contemporain en anglais et meilleur DVD.